# Trilaccodea ecuadorica
Trilaccodea ecuadorica is een keversoort uit de familie bladkevers (Chrysomelidae). De wetenschappelijke naam van de soort werd in 2007 gepubliceerd door Borowiec.